# Daniela Köhler

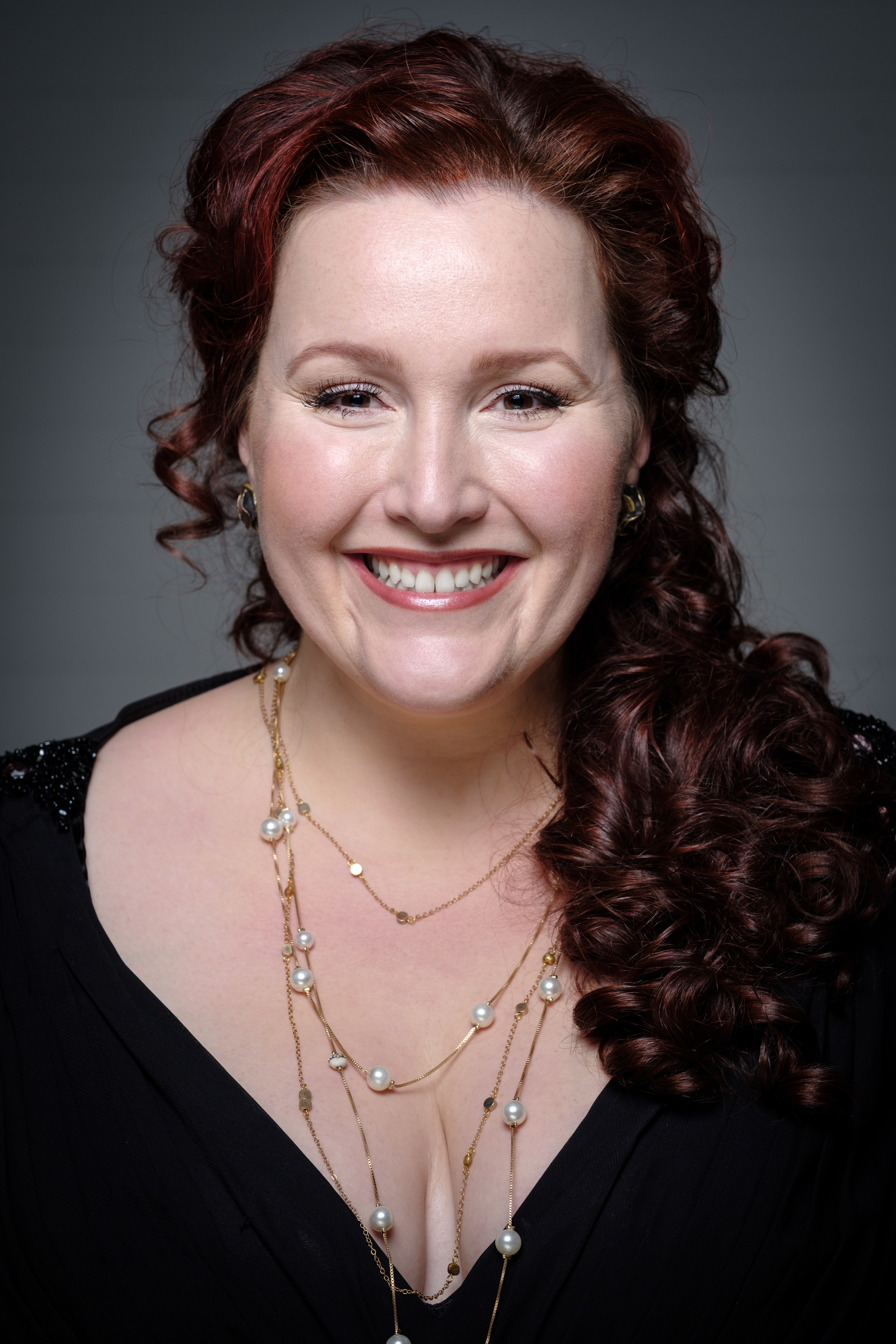
Daniela Köhler

Daniela Köhler ist eine deutsche Sopranistin im Fach dramatischer Sopran. Sie ist insbesondere als Wagner- und Strauss-Interpretin bekannt.

## Biografie und künstlerisches Wirken
Daniela Köhler wuchs in einem kleinen Ort bei Karlsruhe auf. Nach dem Abitur am Justus-Knecht-Gymnasium in Bruchsal studierte sie Musik an den Musikhochschulen in Stuttgart und Karlsruhe. Eine ihrer wichtigsten Lehrerinnen war Ingrid Haubold, der sie immer noch verbunden ist. Im Anschluss an das Studium war sie von 2007 bis 2009 Mitglied am Opernstudio des Staatstheaters Karlsruhe. 2010 gewann sie den internationalen Gesangswettbewerb in ’s-Hertogenbosch.

### Wagner
Ihr erstes Debüt in einer Wagneroper hatte Köhler 2014 am Gran Teatre del Liceu Barcelona in der Rolle der Helmwige in Die Walküre. Engagements für diese Rolle folgten an der Oper Leipzig und an der Bayerischen Staatsoper. In der Saison 2017/2018 debütierte sie als Sieglinde an der Oper Leipzig. Im Jahr 2018 wurde sie von den Bayreuther Festspielen als Cover für die Sieglinde engagiert. Im selben Jahr sang sie in der Kinderoper Der Ring des Nibelungen alle Brünnhilde-Partien. Die Brünnhilde übernahm sie in der Saison 2018/2019 in Loriots Der Ring an einem Abend gleich an drei Häusern: Dem Staatstheater Mainz, dem Nationaltheater Mannheim und dem Aalto-Theater Essen. 2019 debütierte sie an der Oper Leipzig als Brünnhilde in Siegfried. Das für die Bayreuther Festspiele 2020 geplante Debüt in derselben Rolle fand pandemiebedingt nicht statt. Zu hören war sie in jenem Sommer für Wagner-Fans dennoch. In Vinkes Garten sang sie die Isolde in den Highlights aus Tristan und Isolde.